# المحجبة (المضاربة والعارة)

تعديل مصدري - تعديل

المحجبة هي إحدى قرى عزلة العارة بمديرية المضاربة والعارة التابعة لمحافظة لحج، بلغ تعداد سكانها 65 نسمة حسب تعداد اليمن لعام 2004.